# Tommy Chamba
Tommy Leonardo Chamba Chenche (Machala, 23 ottobre 2004) è un calciatore ecuadoriano, centrocampista dell'Emelec.

## Carriera

### Club
Chamba ha iniziato a giocare a calcio nelle giovanili dell'Orense, club dove ha esordito fra i professionisti il 13 agosto 2022 contro il Mushuc Runa. Il 26 dicembre 2022 è stato acquistato a titolo definitivo dall'Emelec.

### Nazionale
Nel 2023 è stato convocato dalla nazionale Under-20 ecuadoriana per il campionato mondiale di categoria.

## Statistiche
Statistiche aggiornate al 30 giugno 2023.

### Presenze e reti nei club
| Stagione        | Squadra         | Campionato      | Campionato | Campionato | Coppe nazionali | Coppe nazionali | Coppe nazionali | Coppe continentali | Coppe continentali | Coppe continentali | Altre coppe | Altre coppe | Altre coppe | Totale | Totale | Totale |
| Stagione        | Squadra         | Comp            | Pres       | Reti       | Comp            | Pres            | Reti            | Comp               | Pres               | Reti               | Comp        | Pres        | Reti        | Pres   | Reti   |        |
| --------------- | --------------- | --------------- | ---------- | ---------- | --------------- | --------------- | --------------- | ------------------ | ------------------ | ------------------ | ----------- | ----------- | ----------- | ------ | ------ | ------ |
| 2022            | Orense          | A               | 2          | 0          | CE              | 0               | 0               |                    | -                  | -                  |             | -           | -           | 2      | 0      |        |
| 2023            | Emelec          | A               | 8          | 0          | CE              | 0               | 0               | CS                 | 3                  | 0                  |             | -           | -           | 11     | 0      |        |
| Totale carriera | Totale carriera | Totale carriera | 10         | 0          |                 | 0               | 0               |                    | 3                  | 0                  |             | -           | -           | 13     | 0      |        |